# Marion Rodewald
Marion Rodewald (Mülheim an der Ruhr, 24 december 1976) is een voormalig hockeyster uit Duitsland. In 2004 won Rodewald met de Duitse nationale hockeyploeg Rodewald de gouden olympische medaille. In 2006 won Rodewald met de Duitse ploeg de Champions Trophy, en een jaar later de Europese titel.

## Erelijst
- 1997 –  Champions Trophy in Berlijn
- 1998 –  WK hockey in Utrecht
- 1999 –  Europees kampioenschap in Keulen
- 1999 –  Champions Trophy in Brisbane
- 2000 –  Champions Trophy in Amstelveen
- 2000 – 7e Olympische Spelen in Sydney
- 2002 – 7e WK hockey in Perth
- 2004 –  Olympische Spelen in Athene
- 2004 –  Champions Trophy in Rosario
- 2005 –  Europees kampioenschap in Dublin
- 2005 – 5e Champions Trophy in Canberra
- 2006 –  Champions Trophy in Amstelveen
- 2006 – 8e WK hockey in Madrid
- 2007 –  Europees kampioenschap in Manchester
- 2008 –  Champions Trophy in Mönchengladbach
- 2008 – 4e Olympische Spelen in Peking

- Gemeinsame Normdatei: 139140611
- International Standard Name Identifier: 0000 0000 0747 5771
- Virtual International Authority File: 100444123
- WorldCat: E39PBJy4dkfyV8xMxrdGgKRFrq